# Louis-Savinien Dupuis
Pour les articles homonymes, voir Dupuis (homonymie).
Louis-Savinien Dupuis m.e.p., né le 18 août 1806 à Sens (Yonne) et mort le 4 juin 1874 à Pondichéry, est un prêtre catholique français qui fut missionnaire aux Indes françaises et fondateur d'une congrégation féminine locale, les Franciscaines du Cœur Immaculé de Marie. Il est considéré par l'Église comme serviteur de Dieu.

## Biographie

### Prêtre et missionnaire

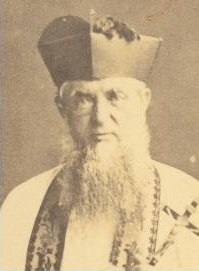
Photographie vers 1865.

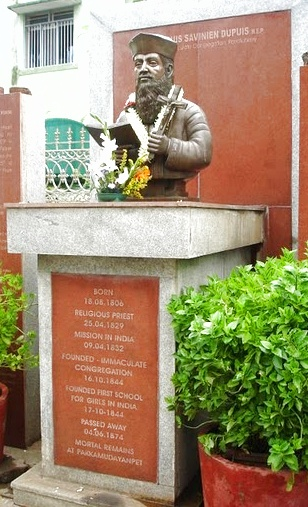
Monument du P. Dupuis à Pondichéry.

Louis-Savinien Dupuis est le second fils d'Edme-Louis Dupuis et de son épouse Victoire née Rémy qui sont des parents très pieux et demeurant près de la cathédrale de Sens, rue du Tambour-d'Argent. Il est éduqué dans un établissement jésuite, rue Thénard, puis au grand séminaire de Sens. Il est ordonné prêtre à Sens le 25 avril 1829 par Mgr Dupont, évêque auxiliaire de Sens et futur cardinal,, et devient secrétaire de l'archevêque, Mgr de Cosnac. 
Le 25 mai 1831, le jeune prêtre entre aux Missions étrangères de Paris ayant le désir de devenir missionnaire. Il est envoyé en juillet 1831 du port de Nantes aux Indes françaises à Pondichéry, où il arrive après un long voyage en avril 1832, et il est aussitôt nommé curé à Bangalore. 
En 1840, il retourne à Pondichéry où il compose un catéchisme en tamoul et fonde la Presse de la Mission, l'imprimerie de la mission qu'il va diriger pendant trente ans,, publiant de nombreux ouvrages. Avec son confrère, Louis-Marie Mousset (1808–1888), il publie en 1846 le premier dictionnaire latin-français-tamoul (Dictionarium Latino-Gallico-Tamulicum),,.

### Fondateur
Louis-Savinien Dupuis s'attache aussi à l'instruction des autochtones et devient pionnier dans le domaine éducatif. Le vicaire apostolique de Pondichéry, Mgr Clément Bonnand,, se réfère à lui au synode des évêques de janvier 1844 à Pondichéry (auquel participe le P. Dupuis) comme étant un libérateur de la condition féminine dans la société indienne, les femmes étant particulièrement dépourvues de droits et le plus souvent sans possibilité d'instruction ; l'évêque loue aussi son travail : « M. Dupuis travaille et le jour et la nuit. Je ne sais comment il tient ». Le P. Dupuis songe alors à la fondation d'une congrégation féminine autochtone tournée vers l'instruction des fillettes et des jeunes filles, les sœurs devant elles-mêmes accéder à une instruction choisie. Il fonde donc le 16 octobre 1844 à Pondichéry la Congrégation des Sœurs du Cœur Immaculé de Marie ; celle-ci reçoit le 23 février 1859 sa régulation officielle au sein du Tiers-ordre franciscain. Dans les quinze ans, la congrégation connaît une expansion rapide et s'étend dans les diocèses voisins, et surtout le long de la côte de Coromandel.
Monsieur Dupuis meurt en 1874 à Pondichéry, et il est inhumé dans le cimetière de la cathédrale. À sa mort, la congrégation comprend 80 sœurs en dix couvents et enseignant dans douze écoles.
En 1907, Mgr Aloïs Benziger (de) o.c.d. appelle la congrégation dans son diocèse de Quilon ; celle-ci se répand sur la côte de Malabar (Kérala). Alors qu'à Pondichéry et sur la côte de Coromandel, on parle tamoul, c'est le malayalam qui est parlé sur celle-ci. La congrégation s'étend donc dans les deux langues avant qu'en 1947 elle ne soit partagée en deux congrégations distinctes. La congrégation tamoule a son généralat à Pondichéry et prend le nom de Congrégation des sœurs franciscaines du Cœur Immaculé de Marie, tandis que la société qui parle le malayalam a son généralat à Kollam (nouveau nom de Quilon) et prend le nom de Congrégation du Cœur Immaculé de Marie de Quilon. Les deux instituts possèdent de nombreuses écoles (du jardin d'enfant au lycée) et administrent aussi des maisons de retraite pour les vieillards, ainsi que des établissements de soin (cliniques, dispensaires). La congrégation tamoule comprenait en 2010 plus d'un millier de sœurs réparties dans cinq pays, dont la France depuis 2010. La congrégation de Quilon est plus petite en nombre, comprenant environ 500 sœurs dans 52 maisons en Inde, en Allemagne et en Italie.

## Postérité
Les deux congrégations vivent dans la vénération de leur fondateur et ont rassemblé des documents en vue de son procès en béatification. Depuis 2015, l'archevêque de Sens (d'où est originaire le P. Dupuis), Mgr Giraud, a ouvert une instruction au niveau diocésain  et Louis-Savinien Dupuis a été reconnu comme serviteur de Dieu en 2016. Le 13 avril 1989, sa dépouille a été exhumée du cimetière de la cathédrale et inhumée dans l'église conventuelle de Nirmala, Oulgaret, Pakkamudayanpet des sœurs de Pondichéry. On trouve à Pondichéry un monument dédié au père Dupuis. Une grande cérémonie a eu lieu le 4 juin 2016 à la cathédrale de l'Immaculée-Conception de Pondichéry pour la poursuite de son procès en béatification désormais à l'archidiocèse de Pondichéry.

### Article lié
- Archidiocèse de Pondichéry-Cuddalore